# Centre d'Estudis Algueresos
Centre d'Estudis Algueresos és una entitat cultural fundada a l'Alguer el 1952 per a promoure la conservació del català alguerès i omplir el buit deixat per la societat La Palmavera, així com restablir els contactes culturals amb els altres territoris de parla catalana. Els fundadors foren Rafael Sari, que fou el primer secretari, Rafael Catardi, president el 1952-1961 i el 1971-1974, Antoni Simon i Mossa, president el 1961-1971, i Antonel·la Salvietti presidenta des del 1974. Té la seu vora la catedral de Santa Maria.
A partir del 1959 va promoure l'Escoleta del bon pescador, que per primer cop va organitzar cursos de català a l'Alguer. Va promoure la publicació de la revista Renaixença Nova aprofitant el «creuer del retrobament» el 25 d'agost de 1960. Alhora va col·laborar en l'organització dels Jocs Florals de l'Alguer l'any 1961, amb la participació de nombrosos autors catalans exiliats. El 1969 organitzà un cor i el 1972 va editar discs de cançons alguereses.
El 1985 la seva tasca va ser continuada per l'Obra Cultural de l'Alguer.